# Франц Аугсбергер
Франц Ксавер Йозеф Марія Аугсбергер (нім. Franz Xaver Josef Maria Augsberger; 10 жовтня 1905, Відень — 10 березня (за іншими даними, 19 березня) 1945, біля Нойштадта, Верхня Сілезія) — бригадефюрер СС і генерал-майор військ СС (21 червня 1944).

## Біографія
Народився в родині власника готелю в Австрії. Отримав інженерну й архітектурну освіту. Брав участь у діяльності антисемітського і антиреспубліканського Штирійського вітчизняного союзу, в австрійському нацистському русі. Член НСДАП з 30 жовтня 1930 року (№ 360 700). З 1930 по 20 квітня 1932 був членом СА. З 20 квітня 1932 — член СС (№ 139 528). У 1933 році переїхав з Австрії до Німеччини.
У 1945 році на чолі своєї дивізії воював в Сілезії. Дивізія відзначилася під час оборони Оппельна, через що її командир був нагороджений Лицарським хрестом Залізного хреста. При прориві з оточення очолив одну з трьох бойових груп і загинув в бою від влучання протитанкового снаряду.

## Звання
- З 20 квітня 1934 — унтершарфюрер СС.
- З 1 червня 1934 — обершарфюрер СС.
- З 1 (або 20) квітня 1935 — гауптшарфюрер СС.
- З 30 червня 1936 — штандартеноберюнкер СС.
- З 20 квітня 1936 (за іншими даними, з 1 червня 1935) — унтерштурмфюрер СС.
- З 1 липня 1936 — оберштурмфюрер СС.
- З 1 липня 1937 — гауптштурмфюрер СС.
- З 1 серпня 1939 — штурмбанфюрер СС.
- З 21 березня 1940 — гауптштурмфюрер військ СС.
- З 1 грудня 1941 — штурмбаннфюрер військ СС.
- З 20 квітня 1942 — оберштурмбаннфюрер військ СС.
- З 1 липня 1943 — штандартенфюрер військ СС.
- З 30 січня 1944 — оберфюрер військ СС.
- З 21 червня 1944 — бригадефюрер СС і генерал-майор військ СС.

## Посади
- У 1935 навчався на курсах у юнкерській школі «Брауншвейг», потім викладав в офіцерській школі СС у Бад-Тельці.
- У вересні 1939 — командир 3-го ерзац-батальйону в полку «Фюрер».
- З жовтня 1940 служив в полку «Вестланд».
- З 12 грудня 1940 по 10 лютого 1941 — командир 3-го батальйону полку СС «Нордланд».
- З 10 лютого 1941 по січень 1942 — командир 1-го батальйону 7-го моторизованого полку СС в складі дивізії СС «Норд», воював на північній ділянці радянсько-німецького фронту.
- З грудня 1941 по березень 1942 — командир 6-го піхотного полку СС.
- З березня по 1 червня 1942 — командир 7-го піхотного полку СС.
- З 1942 — командир естонського легіону СС.
- З 22 березня по 1 травня 1943 — командир 11-ї дивізії СС «Нордланд».
- З травня по 22 жовтня 1943 — командир естонської добровольчої бригади СС, пізніше стала (з 22 жовтня 1943 по 21 січня 1944) 3-ю добровольчою естонською бригадою СС.
- З 24 січня 1944 — командир 20-ї гренадерської дивізії військ СС (1-ї естонської), в середини 1944 брав участь у боях під Нарвою.

## Нагороди[1]

### Міжвоєнний період
- Почесний кут старих бійців
- Йольський свічник (16 грудня 1935)
- Німецька імперська відзнака за фізичну підготовку (DRL) в бронзі (1 грудня 1937)
- Спортивний знак СА в бронзі (1 грудня 1937)
- Кільце «Мертва голова» (1 грудня 1937)
- Почесна шпага рейхсфюрера СС (1 грудня 1937)
- Німецький кінний знак 3-го класу (бронзовий)
- Медаль «У пам'ять 13 березня 1938 року»

### Друга світова війна
- Залізний хрест 2-го класу (4 липня 1941)
- Залізний хрест 1-го класу (15 вересня 1941)
- Орден Хреста Свободи 3-го класу (Фінляндія, 1 грудня 1941)
- Штурмовий піхотний знак в бронзі (15 січня 1942)
- Німецький хрест у золоті (30 травня 1942)
- Медаль «За зимову кампанію на Сході 1941/42» (20 липня 1942)
- Орден Хреста Свободи 2-го класу (Фінляндія, 30 жовтня 1943)
- Відзначений у Вермахтберіхт (9 березня 1944)
- Почесна застібка на орденську стрічку для Сухопутних військ (1945)
- Лицарський хрест Залізного хреста (8 березня 1945)
- Медаль «За вислугу років в НСДАП» в бронзі і сріблі (15 років)
- Медаль «За вислугу років у СС» 4-го, 3-го і 2-го класу (12 років)